# Weekly Shōnen Jump
Weekly Shōnen Jump (週刊少年ジャンプ?, Shūkan Shōnen Janpu), conosciuta anche semplicemente come Shōnen Jump, è una delle più longeve testate settimanali di manga pubblicate in Giappone da Shūeisha, con una tiratura di oltre tre milioni di copie. Edizioni mensili della rivista sono pubblicate anche nel Nord America e in Europa.
Shōnen Jump è rivolto principalmente ai ragazzi, come indica il termine shōnen (少年?, ragazzo). Al suo interno sono pubblicati manga di azione e avventura, spesso aventi ragazzi come protagonisti. Sulla rivista sono stati pubblicati molti manga Shueisha di fama internazionale e di successo mondiale, tra cui:
Kochikame, Dr. Slump, Capitan Tsubasa, Ken il guerriero, Dragon Ball, City Hunter, Saint Seiya - I Cavalieri dello zodiaco, Le bizzarre avventure di Jojo,  Slam Dunk, Yu degli spettri, Kenshin samurai vagabondo,  Yu-Gi-Oh!, One Piece, Hunter × Hunter, Naruto,  Bleach, Death Note, Gintama, Haikyu!! - L'asso del volley, Assassination Classroom, My Hero Academia, Black Clover, Demon Slayer - Kimetsu no yaiba, The Promised Neverland, Dr. Stone, Jujutsu kaisen - Sorcery Fight e Chainsaw Man.
La rivista fu lanciata dalla casa editrice Shūeisha nel 1968 per competere con le pubblicazioni di successo Weekly Shōnen Magazine e Weekly Shōnen Sunday, nate entrambe il 17 marzo 1959. Nel periodo di maggiori vendite, come per esempio durante la serializzazione di Dragon Ball, lo Shōnen Jump raggiunse una tiratura di oltre 6 milioni di copie. I titoli pubblicati su di essa sono stati tradotti e distribuiti in molti altri paesi.
Alcuni videogiochi sono stati basati proprio sulla testata: per il suo ventesimo anniversario negli anni novanta uscirono due giochi chiamati Famicom Jump per NES e più tardi, anche Jump Super Stars e Jump Ultimate Stars per Nintendo DS, J-Stars Victory Vs per PS3, PS4 e PS Vita e infine Jump Force per PS4, Xbox One, PC e Nintendo Switch che è uscito nel 2019.
I manga della rivista, quando raggiungono abbastanza capitoli (generalmente intorno ai dieci), vengono collezionati in tankōbon sotto l'etichetta Jump Comics.

## Struttura della rivista
Weekly Shōnen Jump segue ogni settimana lo stesso schema: si ha all'inizio la copertina della rivista, dedicata ogni settimana a uno dei maggiori titoli presenti all'interno. Talvolta la copertina può essere dedicata a tutte le serie all'interno della rivista. Questo capita quando Shōnen Jump esce come doppia uscita: ciò però non va inteso come una presenza doppia delle serie presenti al momento, ma dipende dal fatto che in quella determinata settimana la rivista non può essere pubblicata, a causa di varie ricorrenze annuali. Nel corso dell'anno Shōnen Jump esce come doppia uscita quattro volte, con i numeri 03-04 e 05-06, in quanto coincidenti con la settimana di Natale e capodanno. Generalmente Shūeisha tende a fare uscire questi due numeri con uscite normali, prendendosi successivamente una pausa di due settimane a inizio gennaio. La pausa successiva si ha con le uscite 22-23, in quanto coincide con la settimana della Golden Week. Infine si ha l'uscita 36-37 che coinvolge la prima settimana di agosto.
Dopo la copertina la rivista inizia con le pubblicità inerenti alle serie al suo interno, nelle quali annuncia la produzione o l'uscita di determinati videogiochi ispirati ai manga. Successivamente iniziano i capitoli, partendo dalla serie esposta nella copertina; tale serie presenta anche delle pagine a colori, inserite subito prima delle altre pagine del capitolo, in mezzo alle pubblicità.
I capitoli sono stampati tutti su carta riciclata di bassa qualità e di vario colore, in quanto lo scopo primario della rivista è quello di testare il gradimento del pubblico per determinate serie in vista della loro raccolta in tankōbon.
Verso metà rivista ci sono le pagine dedicate alle versioni anime dei manga serializzati: è qui che vengono date informazioni circa la produzione di una serie, le date della messa in onda e delle colonne sonore presenti. È qui inoltre che vengono date informazioni riguardanti l'uscita in DVD degli episodi animati.
Infine si ha l'indice della rivista, con indicate le pagine extra e le serie con alcune pagine a colori nei loro capitoli. Nella pagina dell'indice ci sono anche dei commenti degli addetti alla realizzazione di Shōnen Jump e anche degli stessi mangaka. Dopo l'indice vi sono alcune pagine che presentano informazioni riguardanti i manga pubblicati la settimana successiva o le nuove serie in procinto di essere serializzate nella rivista.

## Ordine delle serie all'interno della rivista
Diversamente da come si potrebbe pensare l'ordine all'interno della rivista dei vari capitoli non è casuale; esso è dettato da un sondaggio effettuato settimanalmente in tutto il Giappone, grazie al quale si viene a conoscenza di quanto un determinato capitolo è piaciuto all'interno della rivista in una determinata settimana. Le votazioni influenzano l'ordine dei capitoli in uscita otto settimane dopo quel giudizio, e in questo modo gli stessi autori vengono a conoscenza del gradimento delle loro idee nelle serie.
Oltre a ciò esiste un ulteriore elemento che influenza l'ordine nella rivista: come dichiarato dal mangaka Eiichirō Oda in un volume della sua opera One Piece spetta al direttore di Weekly Shonen Jump avere la scelta finale per l'ordine dei capitoli, anche se al momento non si conosce quanto questa scelta influenzi il voto dei lettori.
La vera importanza di questo ordine sta nel permettere a chi lavora nella rivista di sapere quali sono le serie che piacciono di più al pubblico; lo stesso metodo è fondamentale per capire quali siano le serie che piacciono di meno e che, per questo motivo, rischiano l'eliminazione dalla rivista. Succede infatti, anche più volte l'anno, che certe serie vengano del tutto interrotte da Shueisha a causa del basso interesse mostrato dal pubblico.

## Opere pubblicate
Dal 1968, anno della fondazione della rivista, Shōnen Jump ha serializzato un numero enorme di manga differenti.
Il primo titolo fu Kujira Daigo (くじら大悟?), opera di Sachio Uemoto, assieme a Chichi no tamashii (父の魂?) di Hiroshi Kaizuka. Da allora si sono succeduti molti mangaka e manga, sempre fedeli alla categoria shōnen, ma con tematiche ogni volta differenti. Nel 1976 ebbe inizio una delle serie più famose della rivista, Kochikame di Osamu Akimoto, opera mai pubblicata fuori dal Giappone ma famosissima e importantissima per i giapponesi.
Il 1984 fu uno degli anni più importanti sia per la rivista che per i manga e la loro apertura al mondo intero. In quell'anno infatti iniziò la produzione di Ginga: Nagareboshi Gin, famoso manga, amato da molti giapponesi e di Dragon Ball, celeberrima opera di Akira Toriyama che otterrà un successo planetario che dura tutt'oggi. La serie, che durò fino al 1995, sarà colei che per più di un decennio sorreggerà le vendite di Shōnen Jump garantendole primato e notorietà.
Due anni dopo il termine di Dragon Ball ebbe inizio un'altra serie ugualmente importante e ugualmente famosa in tutto il mondo: One Piece di Eiichirō Oda. Tale opera, grazie al talento dell'autore, e soprattutto grazie a un mondo pieno di pirati mai esplorato prima nei manga, divenne la serie che garantì la notorietà che con il tempo si è creata attorno a questa rivista, essendo sin dall'inizio della sua serializzazione ai massimi vertici d'importanza di pubblicazione. Nel 1998 iniziò la pubblicazione di Hunter × Hunter di Yoshihiro Togashi, altra opera di grande successo ma con cadenza irregolare. Nel 1999 iniziò la pubblicazione di una nuova serie, cioè Naruto di Masashi Kishimoto, che fin dall'inizio della sua pubblicazione ebbe grande successo. Nel 2001 ha invece inizio un altro manga, Bleach di Tite Kubo, che con il tempo diventerà famosissimo a livello nazionale e internazionale e una delle testate più importanti della rivista.
Ci sono attualmente venti serie pubblicate regolarmente su Weekly Shōnen Jump (Hunter × Hunter è pubblicato irregolarmente, Burn the Witch è in pausa in attesa dell'inizio della "seconda stagione" e RuriDragon è quindicinale).
| Titolo                                                      | Mangaka                          | Prima uscita   |
| ----------------------------------------------------------- | -------------------------------- | -------------- |
| One Piece (ワンピース?, Wan Pīsu)                           | Eiichirō Oda                     | luglio 1997    |
| Hunter × Hunter (ハンター×ハンター?, Hantā × Hantā)         | Yoshihiro Togashi                | marzo 1998     |
| Boku to Roboko (僕とロボコ?)                                | Shuhei Miyazaki                  | luglio 2020    |
| Burn the Witch (バーン・ザ・ウィッチ?, Bān za Wicchi)       | Tite Kubo                        | agosto 2020    |
| Sakamoto Days (サカモトデイズ?, Sakamoto Deizu)             | Yuto Suzuki                      | novembre 2020  |
| The Elusive Samurai (逃げ上手の若君?, Nigejōzu no Wakagimi) | Yūsei Matsui                     | gennaio 2021   |
| Witch Watch (ウィッチウォッチ?, Wicchi Wocchi)              | Kenta Shinohara                  | febbraio 2021  |
| Blue Box (アオのハコ?, Ao no Hako)                          | Kōji Miura                       | aprile 2021    |
| Akane Banashi (あかね噺?)                                   | Yūki Suenaga, Takamasa Moue      | febbraio 2022  |
| RuriDragon (ルリドラゴン?, Ruridoragon)                     | Masaoki Shindō                   | luglio 2022    |
| Kill ao (キルアオ?, Kiru ao)                                | Tadatoshi Fujimaki               | aprile 2023    |
| Nue no onmyōji (鵺の陰陽師?)                                | Kōta Kawae                       | maggio 2023    |
| Kagurabachi (カグラバチ?, Kagura Bachi)                     | Takeru Hokazono                  | settembre 2023 |
| Exorcist no Kiyoshi-kun (悪祓士の キヨシくん?)              | Shoichi Usui                     | giugno 2024    |
| Himaten! (ひまてん!?)                                       | Genki Ono                        | luglio 2024    |
| Madan no Ichi (魔男のイチ?)                                 | Osamu Nishi, Shiro Usazaki       | settembre 2024 |
| Shinobigoto (しのびごと?)                                   | Ippon Takegushi, Santa Mitarashi | settembre 2024 |
| Nice Prison (ナイス プリズン?, Naisu Purizun)               | Tatsuya Suganuma                 | aprile 2025    |
| Tomoshibi no Otr (灯火のオテル?, Tomoshibi no Oteru)        | Yuki Kawaguchi                   | maggio 2025    |
| Harukaze Mound (ハルカゼマウンド?, Harukaze Maundo)         | Tōgo Gotō, Kento Matsuura        | giugno 2025    |
| Kaedegami (カエデガミ?)                                     | Jun Harukawa                     | giugno 2025    |
| Ekiden Bros (エキデンブロス?, Ekiden Burosu)                | Daiki Nono                       | giugno 2025    |
| Ping Pong (ピングポング/顰愚碰喰?, Pingu Pongu)             | Yoshiharu Kataoka                | luglio 2025    |

## Riviste minori

### Jump NEXT!
Jump NEXT! (ジャンプNEXT!?, Janpu NEXT!) è una rivista bimestrale precedentemente conosciuta con il nome di Akamaru Jump (アカマルジャンプ?, Akamaru Janpu). La rivista, dalla sua nascita, ha sempre avuto una periodicità trimestrale, per poi cambiare periodicità dal 2014. All'interno della rivista sono presenti per lo più capitoli autoconclusivi di autori emergenti che, se otterranno un discreto successo, avranno anche la possibilità di essere pubblicati sulla rivista principale Shonen Jump. Oltre i capitoli degli autori emergenti sono presenti anche storie di autori già affermati o storie spin-off delle serie pubblicate su Shonen Jump.
Masashi Kishimoto, Akira Amano e Kentarō Yabuki hanno inizialmente pubblicato le loro storie proprio su Akamaru Jump e, grazie al successo ottenuto, hanno avuto la possibilità di diventare mangaka professionisti di Shōnen Jump con, rispettivamente, Naruto, Tutor Hitman Reborn! e Black Cat.

### Jump VS
Jump VS (ジャンプVS -バーサス-?, Janpu VS - bāsasu -) è una rivista speciale uscita il 22 marzo 2013 al prezzo di 400 Yen. La rivista contiene storie autoconclusive tutte d'azione, un poster disegnato da Takeshi Obata e uno disegnato da Akira Amano, una doppia intervista a Masashi Kishimoto e Mitsutoshi Shimabukuro e i dettagli su un nuovo gioco riguardante i protagonisti dei manga più famosi di Shonen Jump, il J-Stars Victory VS. Anche questa rivista contiene uno spazio dedicato ai sondaggi, dove l'acquirente potrà votare per le tre storie che ha ritenuto migliori. La migliore classificata avrà la possibilità di essere pubblicata su Shonen Jump.

### Jump Live
Jump LIVE (ジャンプLIVE?, Janpu LIVE) è una rivista digitale scaricabile via smartphone da agosto 2013 al costo di 250 Yen. La rivista, oltre ad avere alcuni capitoli speciali riguardanti le serie pubblicate sulla rivista madre, ha contenuto anche serie come ēlDLIVE di Akira Amano.
La sua mascotte è Liveman, disegnato da Kenta Shinohara, che ha realizzato sullo stesso personaggio anche una miniserie di cinque capitoli pubblicata su Jump Live.

### Shōnen Jump+
Shōnen Jump+ è una rivista digitale lanciata da Shueisha il 22 settembre 2014 sul solo mercato giapponese tramite un'app disponibile sia per sistemi iOS sia per Android. La rivista permette la lettura gratuita di diversi manga provenienti dalle varie riviste shōnen di Shueisha, oltre alla lettura delle serie presenti sulla rivista cartacea Weekly Shōnen Jump tramite abbonamenti. Al lancio sono state rese disponibili molte storie, tra le quali Così parlò Rohan Kishibe di Hirohiko Araki, la saga di Majin Bu di Dragon Ball di Akira Toriyama e ēlDLIVE di Akira Amano. Prima del lancio Akira Toriyama, Eiichirō Oda, Hirohiko Araki, e Akira Amano hanno pubblicato alcune illustrazioni sul sito di Shonen Jump per promuovere la rivista. Il 28 gennaio 2019 Shueisha ha lanciato Manga Plus, versione per il mercato internazionale di Jump+: la rivista digitale è disponibile sotto forma di sito web e applicazione in tutto il mondo, eccetto Cina e Corea del Sud, e consente la lettura dei manga, tradotti in 9 lingue (principalmente inglese e spagnolo), in contemporanea con il Giappone.

## Concorsi per autori esordienti
Shōnen Jump, assieme alle altre riviste Shūeisha, tiene concorsi con cadenze varie per premiare i nuovi mangaka o i migliori autori di capitoli autoconclusivi.

### Jump Treasure
Jump Treasure è un concorso per nuovi autori a cadenza mensile indetto su Weekly Shonen Jump dal luglio del 2007. Il concorso funge da trampolino di lancio per gli autori esordienti che vi partecipano. Le storie verranno valutate sia dalla redazione della rivista sia da un autore già serializzato (che cambia ogni mese), decidendo poi il vincitore e le varie menzioni. Il vincitore, oltre ad avere diritto a un premio in denaro, vedrà la sua storia pubblicata sulla homepage del sito ufficiale di Shonen Jump.

### Gold Future Cup
La Gold Future Cup è un concorso a cadenza annuale a cui prendono parte un numero di autori esordienti che varia dai quattro ai sette. Questo concorso è iniziato nel 2004 ed è tuttora in prosecuzione.

### Premio Tezuka
Il Premio Tezuka, così chiamato in onore del pioniere dei manga Osamu Tezuka, è un concorso semestrale aperto a tutti i diversi tipi di storie non comiche indetto da Weekly Shonen Jump. Molti mangaka di Shōnen Jump hanno iniziato la loro carriera vincendo o facendosi notare durante questo concorso.

### Premio Akatsuka
Il Premio Akatsuka, in onore del creatore di manga Fujio Akatsuka, è un concorso semestrale simile al Premio Tezuka per manga commedia o basati su gag indetto da Weekly Shonen Jump. Autori come Takeshi Okano e Kyosuke Usuta hanno partecipato a questo concorso prima di essere serializzati.
Il regolamento prevede che il manoscritto mandato alla Shueisha sia composto da 15, 19 o 31 pagine. Il vincitore otterrà un premio di 2.000.000 Yen, un trofeo, una targa commemorativa e la possibilità di vedere la propria storia pubblicata su Shonen Jump come episodio autoconclusivo. Per il secondo posto invece il premio è di 1.000.000 Yen più la targa commemorativa e la possibilità di pubblicare l'episodio autoconclusivo sulla rivista. Inoltre c'è anche la possibilità che ad alcuni degli altri autori partecipanti venga data una menzione d'onore, che comporta anche una vincita di 500.000 Yen e la targa commemorativa.

### Premio Shogakukan
Data l'importanza che le serie pubblicate in Shōnen Jump hanno in Giappone, è capitato più volte che le stesse abbiano ottenuto vari successi anche nelle premiazioni di altre case editrici nipponiche. Nello "Shogakukan Manga Award" infatti le premiazioni annuali ai migliori manga shōnen vedono spesso la vittoria di Shōnen Jump, proprio a testimonianza dell'importanza nazionale e mondiale della rivista e delle serie in essa pubblicate.
In questo concorso l'ultima serie di Shōnen Jump ad avere ottenuto una vittoria è stata Chainsaw Man nel 2020.